# Dobson Dome
Der Dobson Dome ist ein markanter, schneebedeckter, kuppelförmiger und 950 m hoher Berg im Norden der westantarktischen James-Ross-Insel. Er ragt zwischen der Röhss-Bucht und der Croft Bay auf.
Der Falkland Islands Dependencies Survey nahm zwischen 1958 und 1961 Vermessungen vor. Das UK Antarctic Place-Names Committee benannte den Berg 1964 nach Alban Tabor Austin Dobson (1885–1962), von 1949 bis 1959 Präsident der Internationalen Walfangkommission und von 1952 bis 1955 zudem Präsident des International Council for the Exploration of the Sea (ICES).